# Mirwas
El mirwàs o marwàs (de l'àrab: مرواس, mirwās o marwās) és un petit tambor de mà amb dues membranes originari de l'Orient Mitjà. És un instrument popular en els països àrabs del Golf Pèrsic, utilitzat en la música sawt i fidjeri. És també molt comú al Iemen.
Els emigrants del Hadramawt, al Iemen, van portar l'instrument cap al sud-est asiàtic, especialment a Malàisia, Indonèsia i Brunei, on és utilitzat en els gèneres musicals zapin i gambus. Un tambor similar d'aquesta zona és el kendang.